# Erde & Knochen
Erde & Knochen ist das siebte Studioalbum des deutschen Rappers Kontra K. Es erschien am 11. Mai 2018 über das Label BMG Rights Management. Das Album wurde vom Produzenten-Duo The Cratez und Sonus030 produziert.
Das Album wurde als Standard-Edition sowie als Deluxe-Edition veröffentlicht. In der limitierten Deluxe-Version sind die Standard-CD, eine Instrumental-CD, eine Bonus-EP mit Live-Songs sowie eine Tag1er-EP enthalten.

## Hintergrund
Kontra K kündigte das Album am 23. Februar 2018 an.
Als Gastbeiträge vertreten sind Fatal, SSIO, AK Ausserkontrolle, Gzuz, Bausa, Rico, BTNG, RAF Camora, Nizi, Skinny Al, Skepsis sowie Sick Jacken.
Als Singles wurden vorab Zwischen Himmel & Hölle, Hunger, Oder nicht, Setz dich (feat. AK Ausserkontrolle & Gzuz) sowie Fame (feat. RAF Camora) veröffentlicht.
Die auf YouTube veröffentlichten Musikvideos wurden unter anderem in Island, Los Angeles und Monaco produziert.
Verantwortlich für den Schnitt und für die Spezialeffekte der Musikvideos war Shaho Casado.

## Titelliste
| #  | Titel                                       | Länge |
| -- | ------------------------------------------- | ----- |
| 1  | Motten                                      | 3:22  |
| 2  | Ganz ok                                     | 3:36  |
| 3  | Himmel                                      | 3:33  |
| 4  | Zu leicht                                   | 2:55  |
| 5  | Oder nicht                                  | 3:31  |
| 6  | Respekt (feat. Fatal)                       | 3:03  |
| 7  | Was weißt du schon                          | 3:47  |
| 8  | Ellenbogen raus (feat. SSIO)                | 2:45  |
| 9  | Setz dich (feat. AK Ausserkontrolle & Gzuz) | 4:25  |
| 10 | Egal wer kommt (feat. Bausa)                | 3:24  |
| 11 | Fußstapfen (feat. Rico)                     | 3:43  |
| 12 | Hunger                                      | 3:25  |
| 13 | Geschwister (feat. BTNG)                    | 2:40  |
| 14 | Fame (feat. RAF Camora)                     | 3:53  |
| 15 | Ich hab dich                                | 3:31  |
| 16 | Zwischen Himmel & Hölle                     | 3:46  |
| 17 | Ohne dich                                   | 4:18  |
| 18 | Besser geh                                  | 3:31  |

Zudem sind in der Deluxe-Edition sowie auf diversen Streaming-Portalen wie Spotify, iTunes & Deezer folgende Songs verfügbar:
| # | Titel                                               | Länge |
| - | --------------------------------------------------- | ----- |
| 1 | Jetzt oder niemals                                  | 3:02  |
| 2 | Blut tauscht man nicht ein (feat. Nizi & Skinny AL) | 4:18  |
| 3 | Verbrannt (feat. Fatal)                             | 3:33  |
| 4 | Kein Tag frei (feat. Rico)                          | 3:53  |
| 5 | Spotlight (feat. Skepsis)                           | 2:57  |
| 6 | Real Recognize Real (feat. Sick Jacken)             | 2:58  |

Erstmals veröffentlichte Kontra K Live-Songs, welche auf der Gute Nacht Tour 2017/2018 aufgenommen wurden.
| #  | Titel                   | Länge |
| -- | ----------------------- | ----- |
| 7  | Soldaten 2.0 (Live)     | 3:44  |
| 8  | Gute Nacht (Live)       | 3:55  |
| 9  | Mehr als ein Job (Live) | 3:15  |
| 10 | Diamanten (Live)        | 3:41  |
| 11 | 2 Seelen (Live)         | 3:57  |

| # | Titel             | Künstler    | Länge |
| - | ----------------- | ----------- | ----- |
| 1 | Luft & Liebe      | Fatal       | 4:20  |
| 2 | Paradies          | Fatal, Nizi | 3 :04 |
| 3 | Deja Vu           | Rico        | 3:18  |
| 4 | Wie machst du das | Rico        | 3:42  |

In der Deluxe-Edition waren zudem die Instrumentals zur Standard-Version enthalten.

## Chartplatzierungen und Singles
Erde & Knochen stieg am 18. Mai 2018 auf der Spitzenposition in die deutschen Albumcharts ein und konnte sich insgesamt 38 Wochen in den Top 100 halten. Kontra K erreichte so zum dritten Mal Rang eins der deutschen Charts. Auch in Österreich stieg das Album auf Platz eins in die Charts ein und konnte sich in diesen 15 Wochen halten. In der Schweizer Hitparade stieg das Album auf Position zwei ein und blieb insgesamt sieben Wochen in dieser.
| ChartsChartplatzierungen | Höchstplatzierung | Wochen |
| ------------------------ | ----------------- | ------ |
| Deutschland (GfK)        | 1 (38 Wo.)        | 38     |
| Österreich (Ö3)          | 1 (15 Wo.)        | 15     |
| Schweiz (IFPI)           | 2 (7 Wo.)         | 7      |

## Verkaufszahlen und Auszeichnungen
2019 wurde das Album in Deutschland für mehr als 100.000 Verkäufe mit einer Goldenen Schallplatte ausgezeichnet.

| Land/Region        | Auszeichnungen für Musikverkäufe (Land/Region, Auszeichnung, Verkäufe) | Verkäufe |
| ------------------ | ---------------------------------------------------------------------- | -------- |
| Deutschland (BVMI) | Gold                                                                   | 100.000  |
| Insgesamt          | 1× Gold ·                                                              | 100.000  |